# Flughafen Gjakova

i8
i11
i13
Der Flughafen Gjakova (ICAO-Code: LY90) ist ein Militärflugplatz in Kosovo, der durch die italienischen Luftstreitkräfte geleitet wird.

## Lage
Der Flughafen Gjakova liegt in der unmittelbaren Nähe der kosovarischen Stadt Gjakova, vier Kilometer südlich des Radoniq-Sees.

## Geschichte
Der Flughafen Gjakova wurde als reiner Militärflugplatz gebaut und kam im Kosovokrieg zu großer Bedeutung. 

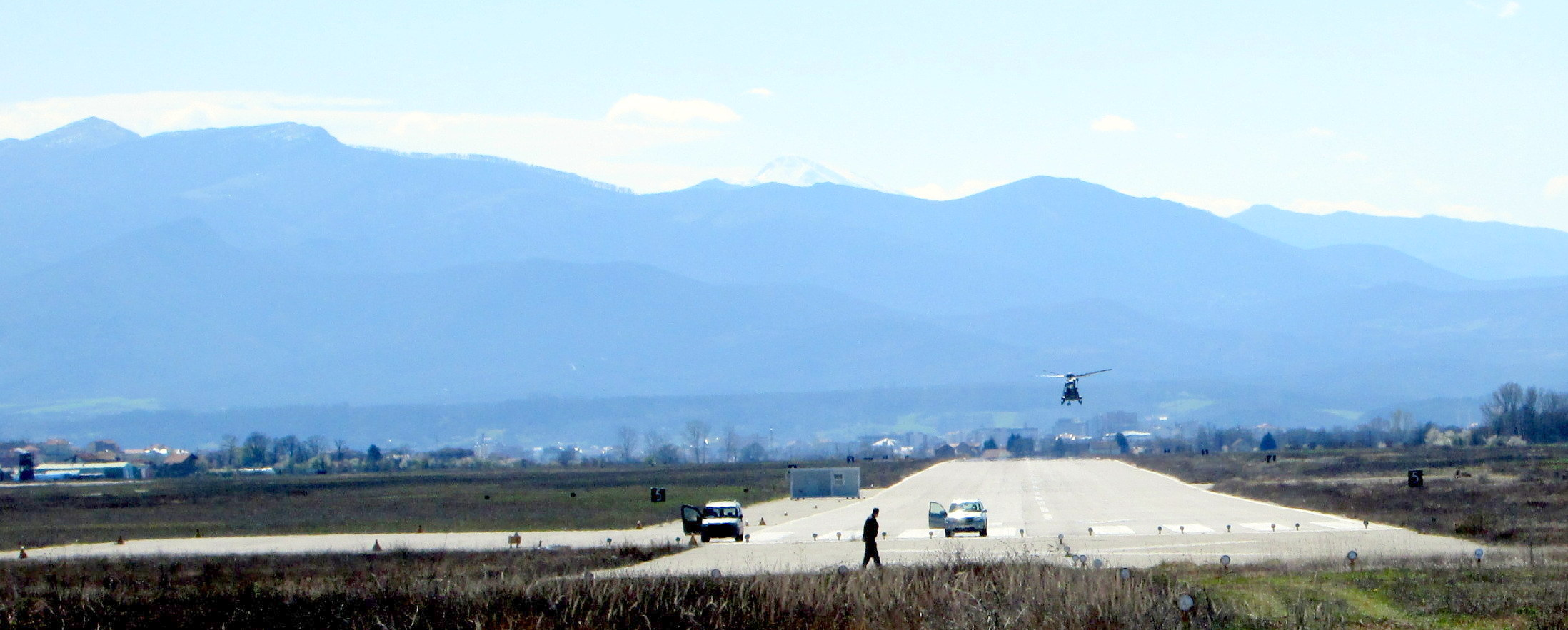
Landebahn im März 2014

Nach dem Kosovokrieg wurde der Militärflugplatz durch die KFOR übernommen und ist seitdem ausschließlich für humanitäre und militärische Flüge genutzt worden. Da der Flughafen im italienischen Zuständigkeitsbereich liegt, wurde er durch die italienischen Luftstreitkräfte geleitet, die in den Jahren um 2003 viel Geld in den Ausbau und die Modernisierung des Flughafens gesteckt haben. Sie waren für die Aufrechterhaltung und den Betrieb verantwortlich, bis der Flughafen am 18. Dezember 2013 der kosovarischen Regierung übergeben wurde.

## Pläne zur Nutzung als Verkehrsflughafen
Die italienischen KFOR-Truppen und das Verkehrsministerium des Kosovo wünschen die Aufnahme von Zivilflügen in Gjakova. Als Verkehrsflughafen wäre Gjakova eine Konkurrenz zum inzwischen sehr gut ausgelasteten Flughafen Pristina. Darüber hinaus hätte der Flughafen Gjakova den Vorteil, dass er im Winter nicht so stark von Nebel geplagt ist wie der Flughafen in Pristina. Unter der aktuellen Leitung ist dies allerdings eher unwahrscheinlich – unter ziviler Verwaltung ließe sich das Projekt eher realisieren.
Das kosovarische Ministerium für Verkehr und Kommunikation sieht in einem Papier über den Ausbau der Flughäfen Pristina und Gjakova vor, einen Masterplan für den Flughafen Gjakova zu erstellen. Darüber hinaus soll die derzeitige Start- und Landebahn mit einer Länge von 1800 Metern und einer Breite von 30 Metern auf 2400 Meter verlängert und auf 45 Meter verbreitert werden. So sollen ICAO-Standards eingehalten werden.